# Centro-Norte de Mato Grosso do Sul
Centro-Norte de Mato Grosso do Sul è una mesoregione dello Stato del Mato Grosso do Sul in Brasile.

## Microregioni
È suddivisa in due microregioni:
- Alto Taquari
- Campo Grande